# Joe Bastardi
Joe Bastardi (18 de julio de 1955) es un meteorólogo profesional y pronosticador del tiempo conocido por sus opiniones del tiempo y en contra de la conjetura del calentamiento global. Es un huésped frecuente de noticieros de televisión.

## Biografía
Nació en Providence, Rhode Island. Durante su niñez se mudaban frecuentemente, primero a Texas en 1960, luego a Somers Point, New Jersey en 1965. Se matriculó en la Universidad Estatal de Pensilvania, donde fue miembro del equipo de lucha libre. Se graduó con un grado en meteorología en 1978. En 1992, a los 37, se casó con Jessica Jane Strunck, de 26, también una licenciada de la Penn. Tienen un hijo Garrett (1996) y a Jessica (1998). En su tiempo libre, Bastardi disfruta practicar culturismo, y ha ganado el NABBA Campeonatos de Culturismo americano.
Trabajó para AccuWeather de 1978 hasta febrero de 2011. Y se unió a WeatherBell Analytics LLC como meteorólogo jefe en marzo de 2011.

## Su trabajo
Sus previsiones eran anteriormente ofrecidas libres al público en el sitio AccuWeather principal. Sin embargo, a principios de 2000s, AccuWeather lanzó su "sitio profesional," y sus previsiones se hacían disponibles pagando solo a suscriptores. También generaba pronósticos para clientes corporativos. A pesar de su foco intensificado en lo privado, Bastardi frecuentemente aparece en canales noticiosos, como CNN y Fox Noticiosos, durante tormentas.
Produjo varios vídeos de análisis del tiempo mayormente semanales y algunos días de fin de semana, incluyendo "Bastardi Perro Grande" y "Largo Ranger". Su video Largo Ranger presenta sus pensamientos en tendencias de gama larga. Además de sus vídeos, Bastardi contribuyó a AccuWeather con notas de prensa, y previsiones anuales invernales.
Escribió una columna que sumariza sus opiniones en los vídeos. Y, a veces contribuyó a varias columnas del tiempo diario cuándo una tormenta está acercándose. Desde 2002, nunca tomó vacaciones incluyendo "Navidad y Pascuas.".
Actualmente es meteorólogo jefe en WeatherBell Analytics LLC. En WeatherBell prroporciona un blog actualizado con frecuentes posteos y vídeos sobre el tiempo a través de WeatherBell Premium, así como servicios para clientes comerciales.

## Estilo y exactitud de sus pronósticos
Bastardi prefiere ser taxativo, más que probabilista, en sus predicciones: "El tiempo [es] un oponente que nunca se va, y lo mejor que realmente puedes conseguir es un empate con él."
Ha sido crítico de las previsiones del Servicio Meteorológico Nacional:

Miren esto: ESTA NOCHE ... MAYORMENTE NUBLADO. CON PROBABILIDAD DE NIEVE ESTA TARDE ... ENTONCES UNA PROBABILIDAD DE NIEVE DESPUES DE MEDIA NOCHE. TOTAL DE ACUMULACIÓN DE 3 CM. BRISK CON BAJAS EN EL MEDIO 20S. VIENTOS DEL NORTE 10 A 20 MPH CON RAFAGAS HASTA 30 MPH. PROBABILIDAD DE NIEVE 70 POR CIENTO.
Continúo maravillándome con las previsiones de NOAA. ¿Alguien en la NWSFO entiende que publican pronósticos que no tienen sentido? ¿Por qué no MOSTRAR al menos sentido? Ahora tengo un desacuerdo con ellos en cuanto a los totales de nieve, por ejemplo en la costa de Jersey donde creo que terminan cerca de 3 de 1, pero ese no es mi problema. Mi problema es el maldito pronóstico dice que habbrá 3 cm, que es un hecho que lo habrá, pero luego dice PROBABLE NIEVE esta noche. ¿Cómo diablos sólo puede ser probable? Tiene que nevar para acumular 3 cm, ¿no? ¿Cómo hay una probabilidad del 70% de nieve, pero usted dice que acumulará 3 cm? ¿Cómo puede acumular esa cantidad, si hay una probabilidad de que no caiga (30%)?
- Joe Bastardi, profesional de Accuweather, 5 de diciembre de 2007.

Bastardi afirma que las empresas privadas hacen pronósticos más precisos que el gobierno, y basa esto en los informes que él y sus asociados preparan. El 25 de octubre de 2011, Bastardi y su colega Joe D'Aleo pronosticaron correctamente importantes tormentas entre Halloween y las Pascuas.
En octubre de 2012, Bastardi predijo correctamente desde el 22 de octubre que el huracán Sandy se formaría en el Caribe occidental y haría tierra en la costa de Jersey, durante una semana entera antes de que Sandy hiciera tierra el 30 de octubre. Era consistente con su pronóstico a pesar de los cambios constantes en pronósticos de modelos del tiempo y otros meteorólogos afirmando que su idea de hacer tierra en Jersey no llegará a buen puerto.
El 20 de septiembre de 2010 en la televisión AccuWeather, Bastardi predijo que la cubierta de hielo del Ártico para 2011 sería la misma que en 2005, es decir, significativamente más alta. Seis años más tarde, en 2016, la cubierta de hielo marino pasó múltiples nuevos mínimos históricos y nunca alcanzó los niveles de 2005, como predijo Bastardi.

## Posición sobre el calentamiento global
Bastardi ha desarrollado una controversia sobre el cambio climático global contraria al calentamiento global. Sus puntos de vista están fuertemente en desacuerdo con el consenso científico sobre el tema.
Bastardi ha afirmado que el mundo era más cálido en la década de 1930 que hoy, además de afirmar que la contribución humana del dióxido de carbono es demasiado pequeña para tener algún efecto; y, el calentamiento es causado por manchas de sol e intercambio con océanos más cálidos.

Argumenta en sus columnas que los fenómenos climáticos extremos ocurren naturalmente y que no hay suficiente evidencia para afirmar que tales eventos sean inusuales. Bastardi ha predicho que a lo largo de los próximos 30 años, los registros de temperatura volverán a los niveles observados a finales de los años 70 debido a la "triple corona de enfriamiento" que comprende ciclos de temperatura oceánica, ciclos de radiación solar y actividad volcánica. Bastardi también afirma que el dióxido de carbono no puede causar el calentamiento global porque esto violaría la primera ley de la termodinámica, un malentendido del papel de ese gas en causar el calentamiento. Ha explicado además: 
 El CO2 no puede causar calentamiento global. Te diré por qué. No se mezcla bien con la atmósfera, por ejemplo. Para dos, su gravedad específica es 1 1/2 veces la del resto de la atmósfera. Se calienta y se enfría mucho más rápido. Sus procesos radiativos son muy diferentes. Así que no puede - literalmente no puede causar el calentamiento global. --- Joe Bastardi,  Fox Business , 9 de marzo de 2012.
El físico [Richard A. Muller] argumenta que la explicación de Bastardi del CO2 es "completamente errónea" y "incluso los escépticos del calentamiento global, si conocen la física, estarían en desacuerdo con él."
Bastardi y el divulgador de la ciencia Bill Nye se han enfrentado por el cambio climático. En 2010 debatieron en Fox TV. En 2015 y en 2016, Bastardi y Nye se desafiaron públicamente con predicciones de la temperatura media global de la superficie en el corto plazo.